# Scaphosepalum pleurothallodes
Scaphosepalum pleurothallodes är en orkidéart som beskrevs av Carlyle August Luer och Alexander Charles Hirtz. Scaphosepalum pleurothallodes ingår i släktet Scaphosepalum och familjen orkidéer. Inga underarter finns listade i Catalogue of Life.